# جامعة كيوشو
جامعة كيوشو (باليابانية: 九州大学 كيوشو دايغاكو) وتختصر باسم كيوداي (九大) هي أكبر جامعة عامة في كيوشو، وتقع في مدينة فوكوكا، محافظة فوكوكا. على الرغم من أن تحويل الجامعة إلى مؤسسة أدى إلى استقلالها ماديا، إلا أنها لا زالت تحت إشراف وزارة التعليم اليابانية.
يوجد حوالي 1292 طالب أجنبي في الجامعة (بحسب مايو 2008) ويعتبر هذا العدد ثالث أكبر عدد للطلاب الأجانب في الجامعات اليابانية بعد جامعتي طوكيو وكيوتو.

## وصلات خارجية
- الموقع الرسمي